# Chokonen
Chokonen (Ch’úk’ánén, Ch’uuk’anén, Central Chiricahua, Ch’ók’ánén, Cochise Apache, Chiricahua proper, Chiricaguis, Tcokanene, "Rising Sun People", ).- Jedna od tri glavne grane Chiricahua Apača čiji je najpoznatiji poglavica bio Cochise. Potomci im danas žive u Oklahomi i Novom Meksiku. Ova nomadska grupa smatra se za najratobrnije među Apačima.

## Vanjske poveznice
- [neaktivna poveznica]